# Leptogenys oresbia
Leptogenys oresbia é uma espécie de formiga do gênero Leptogenys, pertencente à subfamília Ponerinae.